# Emiliano Papa
Emiliano Ramiro Papa (Acebal, 19 de abril de 1982) es un exfutbolista argentino. Jugaba de lateral izquierdo y su último equipo fue Arsenal de Sarandí.

## Trayectoria
Se inició a los 7 años en Atlético Acebal, al sur de la provincia de Santa Fe, perteneciente a una localidad del Departamento de Rosario. Su padre, Juan Guillermo, había sido número 10 y puntero izquierdo de la institución.
Promediando los 15 años, Emiliano Papa inició su camino en las inferiores de Rosario Central. Debutó oficialmente el 6 de marzo de 2002 frente a Racing Club, partido que finalizó 0-1 a favor de la Academia de Avellaneda. En Rosario Central disputó un  total de 135 encuentros, marcando 5 goles. Para la temporada 2005-06 Alfio Basile, director técnico de Boca Jrs., se interesó en él pero finalmente optó por incorporar a Juan Krupoviesa para su posición.
En 2006 llegó a Vélez Sarsfield por pedido del director técnico Miguel Ángel Russo, que ya lo había dirigido en Central. Sin embargo, no tuvo éxito en esta primera etapa en Liniers, y en junio de 2007 volvió a préstamo a Rosario Central, con el que logró salvarse del descenso y de la promoción en el Torneo Clausura 2008. Tras ese torneo, Rosario Central negoció la recompra de Papa, ya que este mismo estaba a préstamo con opción de compra. Finalmente, la operación no se concretó porque los de Liniers exigían que les pagaran 1.300.000 dólares al contado, y Central quería pagar 1.000.000.
De esta manera, Papa regresó al Fortín para intentar ganarse la titularidad en el equipo dirigido por Hugo Tocalli de cara al Torneo Apertura 2008. No sólo consiguió la titularidad, sino que rindió a un nivel muy alto y a mediados de dicho torneo, un club europeo comenzó a sondear el valor de jugador y la dirigencia de Vélez Sarsfield exigió 5.500.000 euros. Su buen rendimiento lo llevó a jugar en la Selección Argentina y el público del estadio José Amalfitani recibió como una de las mejores noticias la renovación de Papa por dos años más. Esa temporada Vélez ganó el Clausura 2009 y a final de temporada en una encuesta del Sitio Oficial del Club Atlético Vélez Sarsfield fue elegido como el mejor jugador del torneo.
Papa llegó a los 150 partidos con la camiseta de Vélez en la fecha 15 del Clausura 2011 frente a Gimnasia y Esgrima La Plata. Este campeonato lo dio como campeón a Vélez Sarsfield una fecha antes de finalizar el mismo. Al año siguiente, Vélez volvió a consagrarse campeón en el Torneo Inicial 2012 así como también el partido final que enfrentó a los dos campeones de la temporada, Vélez y Newell's Old Boys en Mendoza. Con sus 306 partidos oficiales, entre torneos locales y copas, Papa se convirtió en el décimo jugador con más presencias en la historia de Vélez, aunque lejos de su compañero Fabián Cubero, líder con más de 600 partidos jugados.
En 2015 Papa abandonó Vélez y fichó con Independiente de Avellaneda tras un llamado de su entrenador, Jorge Almirón. Tras su paso por Avellaneda jugó para Tigre y Arsenal. Con este último formó parte del primer descenso de Arsenal de la Primera División a la Primera B Nacional al terminar el Campeonato de Primera División 2017-18.

## Selección nacional
El 19 de noviembre de 2008, Papa debutó en la Selección Argentina en la victoria 1 a 0 como visitante en un encuentro amistoso ante Escocia en Glasgow, en lo que fue también el debut como entrenador albiceleste de Diego Maradona.  Posteriormente, el 11 de febrero de 2009, disputó un nuevo amistoso con la selección ante Francia en Marsella, con una nueva victoria por parte del equipo argentino por 2 a 0. Formó también parte del seleccionado argentino integrado por jugadores del medio local que vencieron por 3 a 1 a Panamá en Santa Fe, con dos goles de Gonzalo Bergessio y uno de Matías Defederico. Después, el 12 de agosto de 2009 disputó un partido amistoso ante Rusia que terminó en victoria argentina por 3 a 2. Volvió a jugar por eliminatorias el 9 de septiembre de ese año ante Paraguay.
Papa volvió a ser convocado para su selección en el año 2011, por Alejandro Sabella para disputar el Superclásico de las Américas ante Brasil. Disputó ambos partidos, el empate 0 a 0 en Córdoba y el segundo partido en Brasil que fue una derrota por 2 a 0 para Argentina.

### Estadísticas
- Actualizado el 28 de enero de 2021.

| Equipo                    | Div.             | Temporada        | Liga  | Liga  | Copas nacionales | Copas nacionales | Copas internacionales | Copas internacionales | Total | Total |
| Equipo                    | Div.             | Temporada        | Part. | Goles | Part.            | Goles            | Part.                 | Goles                 | Part. | Goles |
| Rosario Central Argentina | 1.ª              | 2002             | 15    | 1     | -                | -                | -                     | -                     | 15    | 1     |
| Rosario Central Argentina | 1.ª              | 2002-03          | 25    | 0     | -                | -                | -                     | -                     | 25    | 0     |
| Rosario Central Argentina | 1.ª              | 2003-04          | 36    | 0     | -                | -                | 10                    | 0                     | 46    | 0     |
| Rosario Central Argentina | 1.ª              | 2004-05          | 37    | 2     | -                | -                | -                     | -                     | 37    | 2     |
| Rosario Central Argentina | 1.ª              | 2005-06          | 22    | 1     | -                | -                | 4                     | 0                     | 26    | 1     |
| Rosario Central Argentina | 1.ª              | 2006             | 1     | 0     | -                | -                | -                     | -                     | 1     | 0     |
| Rosario Central Argentina | 1.ª              | 2007-08          | 32    | 1     | -                | -                | -                     | -                     | 32    | 1     |
| Rosario Central Argentina | Total club       | Total club       | 168   | 5     | -                | -                | 14                    | 0                     | 182   | 5     |
| Vélez Sarsfield Argentina | 1.ª              | 2006-07          | 27    | 2     | -                | -                | 10                    | 0                     | 37    | 2     |
| Vélez Sarsfield Argentina | 1.ª              | 2008-09          | 37    | 1     | -                | -                | -                     | -                     | 37    | 1     |
| Vélez Sarsfield Argentina | 1.ª              | 2009-10          | 23    | 1     | -                | -                | 12                    | 1                     | 35    | 2     |
| Vélez Sarsfield Argentina | 1.ª              | 2010-11          | 32    | 1     | -                | -                | 14                    | 2                     | 46    | 3     |
| Vélez Sarsfield Argentina | 1.ª              | 2011-12          | 33    | 0     | -                | -                | 16                    | 0                     | 49    | 0     |
| Vélez Sarsfield Argentina | 1.ª              | 2012-13          | 33    | 0     | 2                | 0                | 8                     | 0                     | 43    | 0     |
| Vélez Sarsfield Argentina | 1.ª              | 2013-14          | 34    | 1     | 1                | 0                | 10                    | 0                     | 45    | 1     |
| Vélez Sarsfield Argentina | 1.ª              | 2014             | 19    | 0     | -                | -                | -                     | -                     | 19    | 0     |
| Vélez Sarsfield Argentina | Total club       | Total club       | 238   | 6     | 3                | 0                | 70                    | 3                     | 311   | 9     |
| Independiente Argentina   | 1.ª              | 2015             | 18    | 0     | 2                | 0                | 0                     | 0                     | 20    | 0     |
| Independiente Argentina   | Total club       | Total club       | 18    | 0     | 2                | 0                | 0                     | 0                     | 20    | 0     |
| Tigre Argentina           | 1.ª              | 2016             | 13    | 0     | 1                | 0                | -                     | -                     | 14    | 0     |
| Tigre Argentina           | 1.ª              | 2016-17          | 4     | 0     | 0                | 0                | -                     | -                     | 4     | 0     |
| Tigre Argentina           | Total club       | Total club       | 17    | 0     | 1                | 0                | 0                     | 0                     | 18    | 0     |
| Arsenal Argentina         | 1.ª              | 2017-18          | 11    | 0     | -                | -                | 2                     | 0                     | 13    | 0     |
| Arsenal Argentina         | 2.ª              | 2018-19          | 25    | 1     | 1                | 0                | -                     | -                     | 26    | 1     |
| Arsenal Argentina         | 1.ª              | 2019-20          | 23    | 0     | 1                | 0                | -                     | -                     | 24    | 0     |
| Arsenal Argentina         | 1.ª              | 2020             | -     | -     | 9                | 0                | -                     | -                     | 9     | 0     |
| Arsenal Argentina         | Total club       | Total club       | 59    | 1     | 11               | 0                | 2                     | 0                     | 72    | 1     |
| Total en carrera          | Total en carrera | Total en carrera | 500   | 12    | 19               | 0                | 86                    | 3                     | 603   | 15    |

## Palmarés

### Campeonatos nacionales
| Título              | Club            | Sede      | Año     |
| ------------------- | --------------- | --------- | ------- |
| Primera División    | Vélez Sarsfield | Argentina | C-2009  |
| Primera División    | Vélez Sarsfield | Argentina | C-2011  |
| Primera División    | Vélez Sarsfield | Argentina | I-2012  |
| Primera División    | Vélez Sarsfield | Argentina | 2012/13 |
| Supercopa Argentina | Vélez Sarsfield | Argentina | 2013    |
| Primera B Nacional  | Arsenal         | Argentina | 2019    |